# Aleksandra Vujović
Aleksandra Vujović (in serbo Aлексaндрa Вуjовић?; Nikšić, 16 luglio 1980) è un'ex cestista montenegrina.
Alta 182 cm, giocava come ala.

## Carriera

### Club
Aleksandra Vujović nel 2002 ha partecipato alla Coppa Ronchetti con il KK Vojvodina (chiudendo con medie di 11,3 punti e 2,4 rimbalzi) fermandosi alla fase di qualificazione della competizione europea. Nel 2004 con il KK Vojvodina ha disputato l'EuroCup Women (medie di 13,1 punti e 3,2 rimbalzi).
In Italia, ha giocato nel 2004-05 con la Mercede Alghero e dal 2005-06 sino al 2009 è all'Umana Venezia; nel 2008 partecipa all'EuroCup Women fermandosi agli ottavi di finale, mentre nel 2009 prende parte all'EuroLeague Women uscendo agli ottavi di finale dei play-off. Nei primi quattro anni giocati in Italia ha tenuto una media superiore al 40% nei tiri da tre (40,4% nel 2005, 40,8% nel 2006, 42,4% nel 2007 e 40,2% nel 2008). La stagione 2009-2010 l'ha disputata con la maglia del Women Basketball Livorno sempre in Serie A1 (pallacanestro femminile). Dall'estate del 2010 gioca con le campane del Napoli Basket Vomero. Il 16 febbraio del 2011 ha giocato l'All-Star Game.
Ha vinto con la Reyer Venezia e come MVP con 27 punti nello scontro con Napoli e 16 punti contro Taranto la Coppa Italia 2008. Sempre nel 2008, ha vinto la Supercoppa italiana battendo in finale la Famila Schio e venendo premiata come MVP della gara.
La prima parte della stagione 2011-12 la gioca in Svizzera con la Sdent Helios con cui partecipa all'EuroCup Women, mentre dal febbraio 2012 si trasferisce in Francia all'Union Hainaut.
Dal 2004 ad oggi nei vari campionati disputati in Italia, ha giocato 205 partite segnando 2.276 punti per una media di 11,10 punti/partita (statistiche aggiornate al 20 aprile 2011).

### Nazionale
Nel 1998 con la nazionale giovanile della Serbia-Montenegro ha partecipato ai Campionati europei categoria Juniores arrivando quinta.  Con la nazionale della Serbia-Montenegro nel 2005 ha partecipato ai Campionati europei giungendo al 9º posto in classifica. Tra l'agosto-settembre del 2008 e l'agosto-settembre 2009 ha disputato con la Nazionale di pallacanestro femminile del Montenegro le qualificazioni della Division B per accedere alla Division A nel 2010-2011.

## Palmarès
- Supercoppa italiana: 1
Reyer Venezia: 2008
- Coppa Italia: 1
Reyer Venezia: 2008